# Régiments d'infanterie français d'Ancien Régime (E)
Cet article présente la liste des régiments d'infanterie français d'Ancien Régime, commençant par la lettre E.

## E
- Bandes Écossaises

Voir à Bandes
- Régiment d'Effiat

C'est l'ancien régiment de Longjumeau, qui est renommé « régiment d'Effiat » en 1633. Dans le cadre de la guerre de Trente Ans le régiment participe aux sièges de La Mothe et de Bitche en 1634, au siège de Landrecies en 1637, au siège et bataille de Thionville en 1639, au siège d'Aire en 1641, au siège de Collioure en Roussillon en 1642 et au siège de Trino en Italie en 1643. Le régiment est licencié le 8 octobre 1643.
- Régiment d'Egmont

Ce régiment est levé le 17 janvier 1595, dans le cadre de la huitième guerre de Religion, par N. comte d'Egmont. Il participe à la prise de Ham et il est licencié la même année.
- Régiment d'Ehwolf 

Ce régiment suisse est levé le 15 juillet 1653 par N. Ehwolf. Il participe au siège de Sainte--Ménéhould et est licencié après la campagne.
- Régiment d'Elboeuf

C'est l'ancien régiment de Lillebonne, qui est renommé « régiment d'Elboeuf » en 1654 après avoir été donné à Charles de Lorraine, duc d'Elboeuf. Mis en garnison à Montreuil, il est licencié en décembre 1658.
- Régiment d'Enghien (1622-1623)

C'est l'ancien régiment de Condé (1620-1622), qui est renommé « régiment d'Enghien » en 1622. Il participe à la répression des rébellions huguenotes et est licencié le 14 février 1623.
- Régiment d'Enghien (1635-1686)

Ce régiment est levé le 8 juillet 1635 par Louis de Bourbon-Condé, duc d'Enghien pour participer à la guerre de Trente Ans. Le régiment est cassé le 20 janvier 1650 durant la Fronde puis rétabli le 26 février 1651. Cassé à nouveau le 13 septembre 1651, le régiment est de nouveau rétabli le 26 octobre 1667. Il prend en 1686 le nom de régiment de Bourbon.

Régiment d'Enghien (1635-1686)
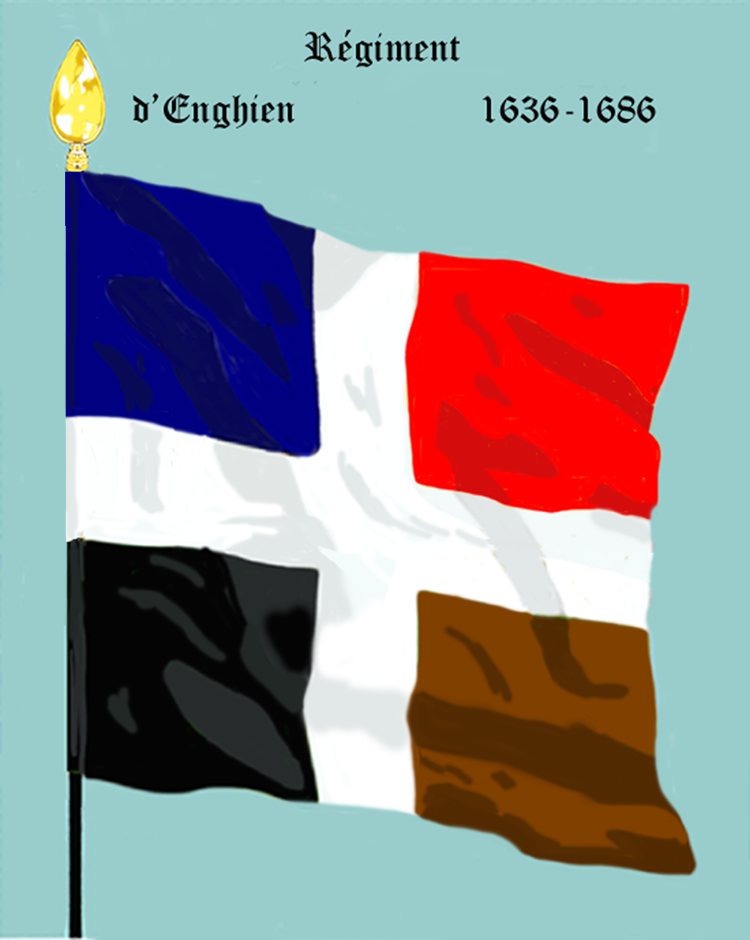

- Régiment d'Enghien

Le régiment est créé le 1er février 1706 pour Louis Henri de Bourbon-Condé, duc d'Enghien. Engagé dans la guerre de Succession d'Espagne, il prend le nom de régiment de Charolais après avoir été donné le 15 septembre 1709 à Charles de Bourbon-Condé comte de Charolais. Il reprend le nom de « régiment d'Enghien » le 1er avril 1710 après avoir été donné à Louis de Bourbon-Condé comte de Clermont et participe à la guerre de Succession d'Espagne, à la guerre de Succession de Pologne, à la guerre de Succession d'Autriche, à la guerre de Sept Ans, à la guerre d'indépendance des États-Unis. Par ordonnance du 30 janvier 1778, une compagnie du régiment forme le régiment des grenadiers royaux du Comté de Bourgogne (1778-1789). Le « régiment d'Enghien » est devenu depuis la Révolution le 93e régiment d'infanterie de ligne.

Régiment d'Enghien
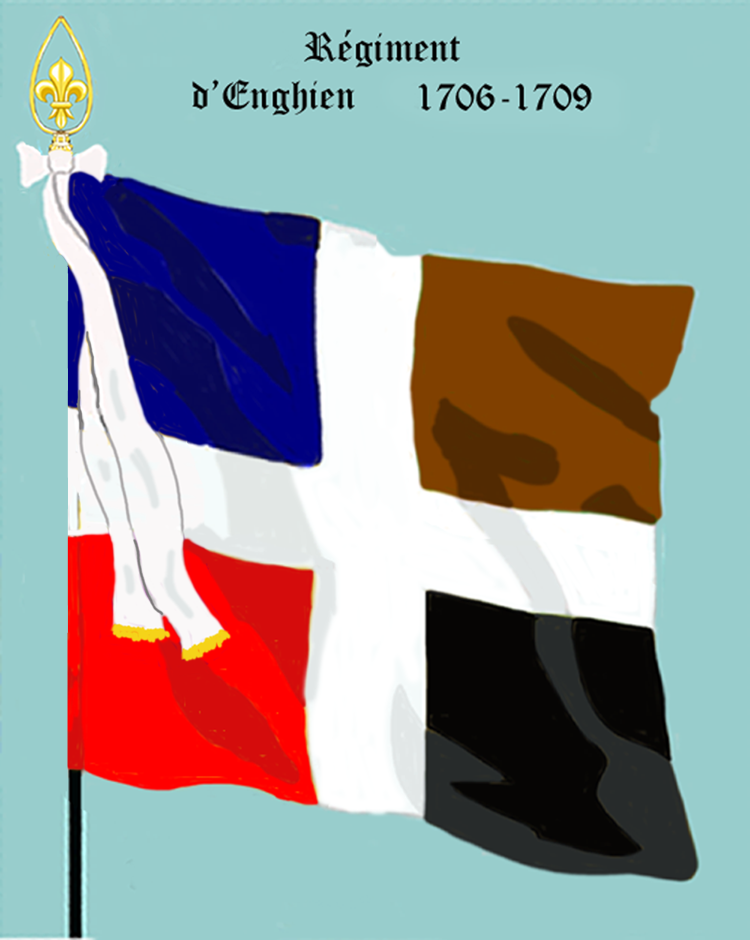
de 1706 à 1709
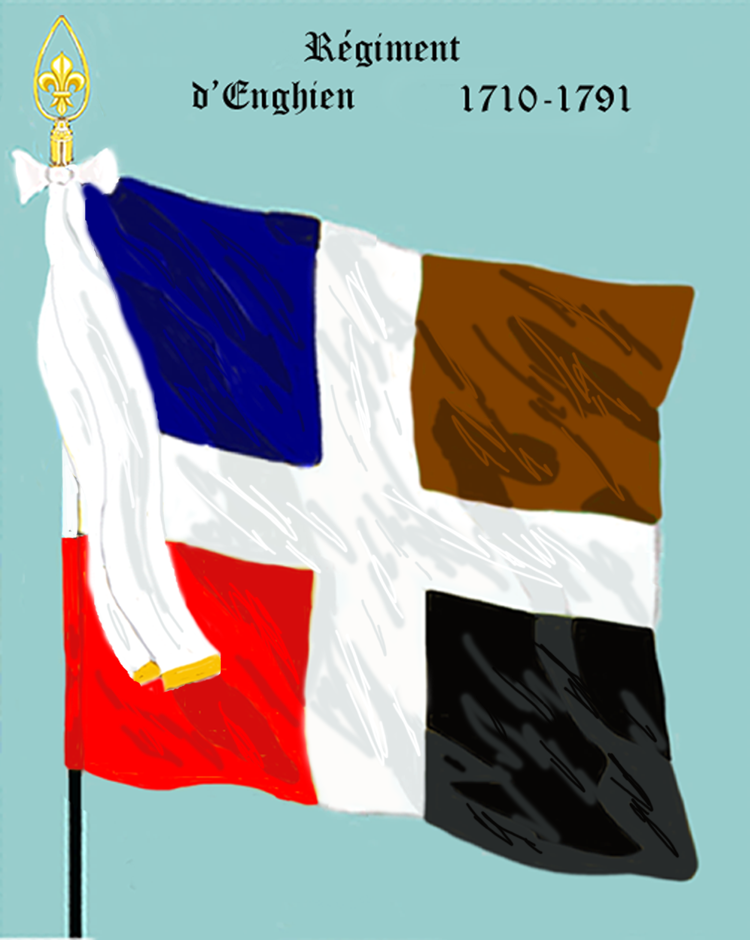
de 1710 à 1791
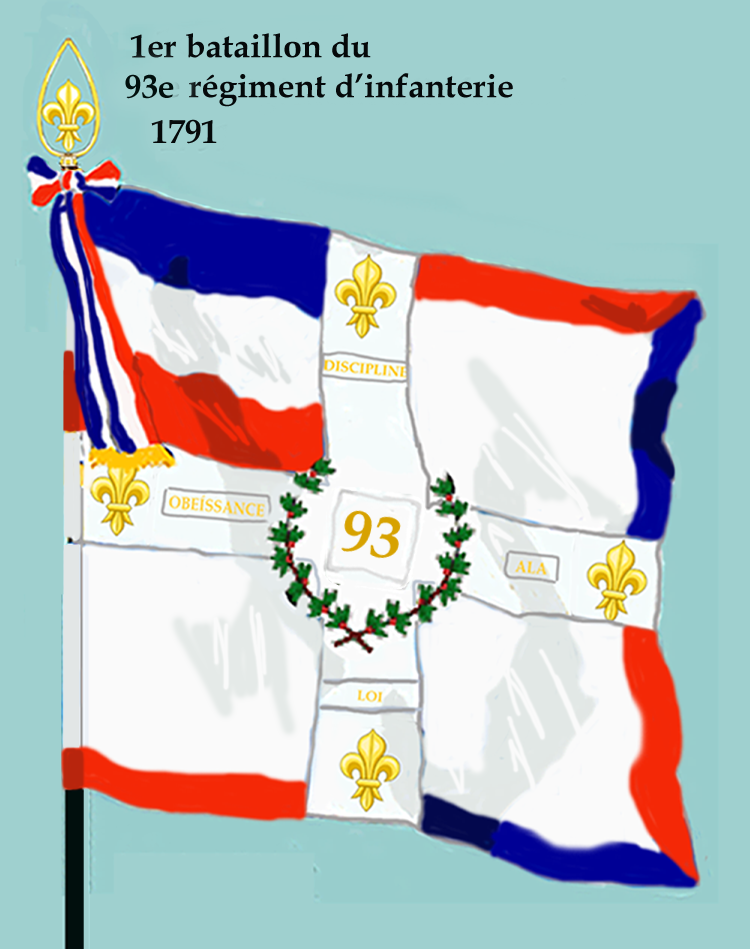
1er bataillon de 1791 à 1793
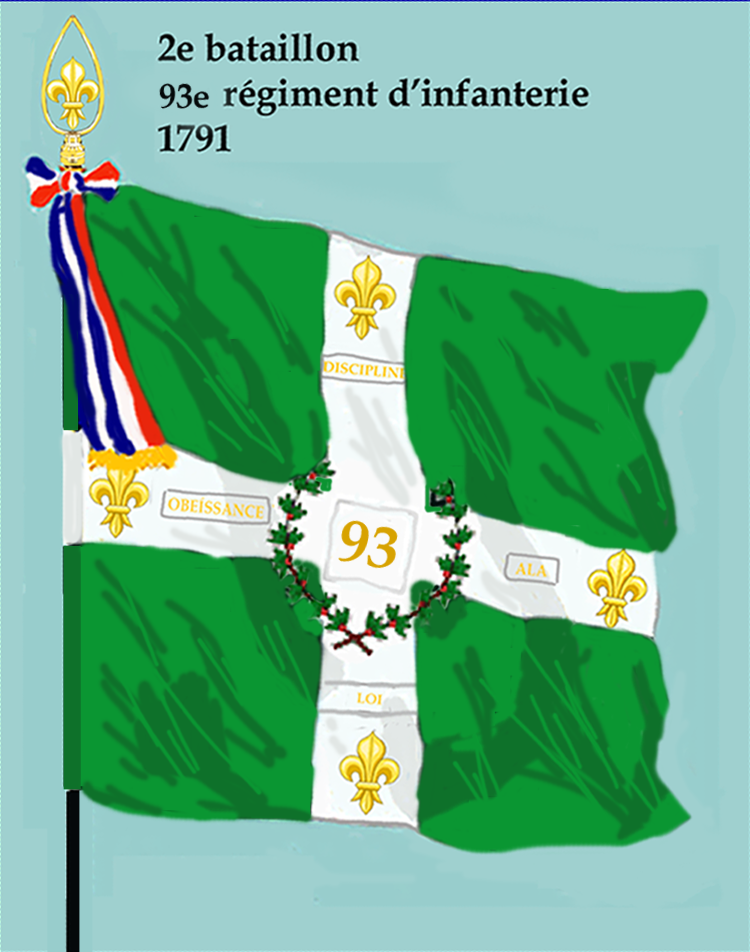
2e bataillon de 1791 à 1793

- Régiment d'Enonville (1695-1698) où régiment Denonville

Ce régiment est levé le 26 novembre 1695 par Pierre-René de Brisay, comte d'Enonville. Engagé dans la guerre de la Ligue d'Augsbourg, il sert à l'armée de Flandre et participe au siège d'Ath en 1697. Il est incorporé le 18 novembre 1698 dans le régiment de Picardie.
- Régiment d'Enonville (1695-1698) où régiment Denonville

Ce régiment est levé le 25 juillet 1702 par Pierre-René de Brisay, comte d'Enonville. Engagé dans la guerre de Succession d'Espagne, il sert à l'armée du Rhin et se trouve aux sièges de Brisach et de Landau, et à la bataille du Speyerbach en 1703. Il prend le nom de régiment de Livry (1703-1704) après avoir été donné le 21 novembre 1703 à Paul-Hippolyte Sanguin, chevalier de Livry.
- Régiment d'Entragues (1646-1649)

C'est l'ancien régiment de Vaubécourt, qui est renommé « régiment d'Entragues » en 1646 et qui prend le nom de régiment d'Espagny en 1649.
- Régiment d'Entragues (1652-1652)

Ce régiment est levé en septembre 1652 par N. d'Entragues. Affecté à l'armée de Provence, il participe à la soumission de Toulon et est licencié la même année.
- Régiment d'Épernon (1579-1581)

C'est l'ancien régiment de Sainte-Colombe, qui est renommé « régiment d'Epernon » en 1579 et qui prend le nom de régiment de Montcassin en 1581.
- Régiment d'Épernon (1591-1591)

Ce régiment est levé en 1591, dans le cadre la huitième guerre de Religion, par Jean Louis de Nogaret, duc d'Épernon. Il est licencié la même année.
- Régiment d'Épernon (1651-1653)

Le régiment est levé le 3 novembre 1651 par Bernard de Nogaret, duc d'Epernon. Affecté à l'armée de Guyenne, il sert en Bourgogne en 1653 et participe au siège de Bellegarde cette même année,,. Il est licencié après la campagne.
- Régiment d'Eppeville

C'est l'ancien régiment du Boulay, qui est renommé « régiment d'Eppeville » après avoir été donné le 25 octobre 1710 à François de Bovelles d'Eppeville. Engagé dans la guerre de Succession d'Espagne il reste dans les garnisons et est incorporé le 1er février 1715 dans le régiment de La Reine
- Régiment d'Eptingen 

Ce régiment suisse est levé le 25 février 1758 par Jean-Baptiste Ferdinand Sébastien, baron d'Eptingen. Il participe à la guerre de Sept Ans et à la guerre d'indépendance corse. Il prend le nom de régiment de Schonau le 22 juin 1783 après avoir été donné à François-Xavier, baron de Schonau et chevalier de Malte.

Régiment d'Eptingen (1758-1783)
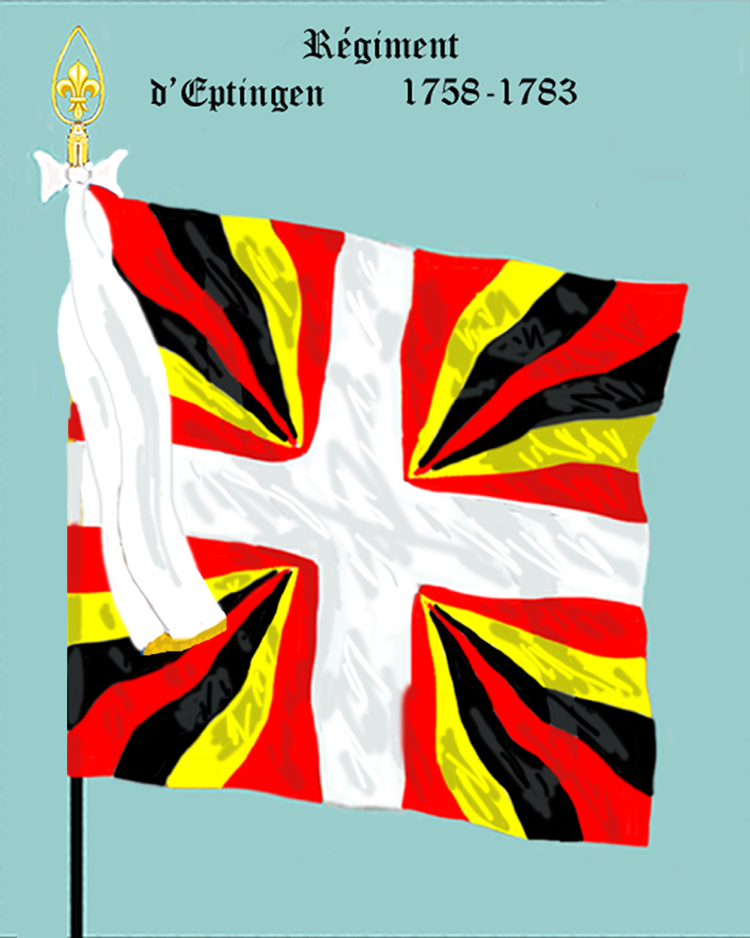

- Régiment d'Erlach (1589-1598) 

Ce régiment suisse est appelé le 15 avril 1589 et commandé par Louis d'Erlach, de Berne, pour la huitième guerre de Religion. Le régiment sert en Savoie jusqu'à la paix de Vervins et est congédié le 6 mai 1598 après la paix de Vervins.
- Régiment d'Erlach (1630-1637) 

Ce régiment suisse est levé le 27 mars 1630, sur le pied de six compagnies de 300 hommes, par Jean-Louis d'Erlach, de Berne. Affecté à l'armée de Piémont, il est décimé par la peste et congédié le 10 juin 1631. Rappelé le 8 juillet 1635, il est envoyé à l'armée de Picardie et congédié en 1637.
- Régiment d'Erlach (1672-1694) 

Ce régiment suisse est levé le 17 février 1672, par Jean-Jacques, comte d'Erlach. Il prend le nom de régiment de Manuel en 1694.

Régiment d'Erlach (1672-1694)
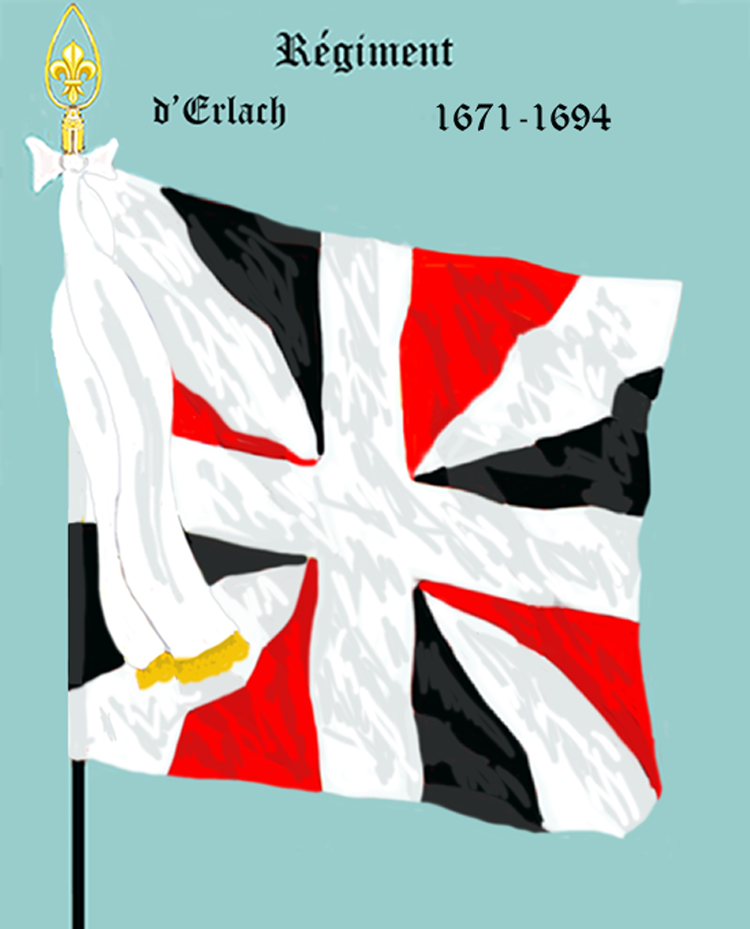

Régiment d'Erlach (1762-1782)
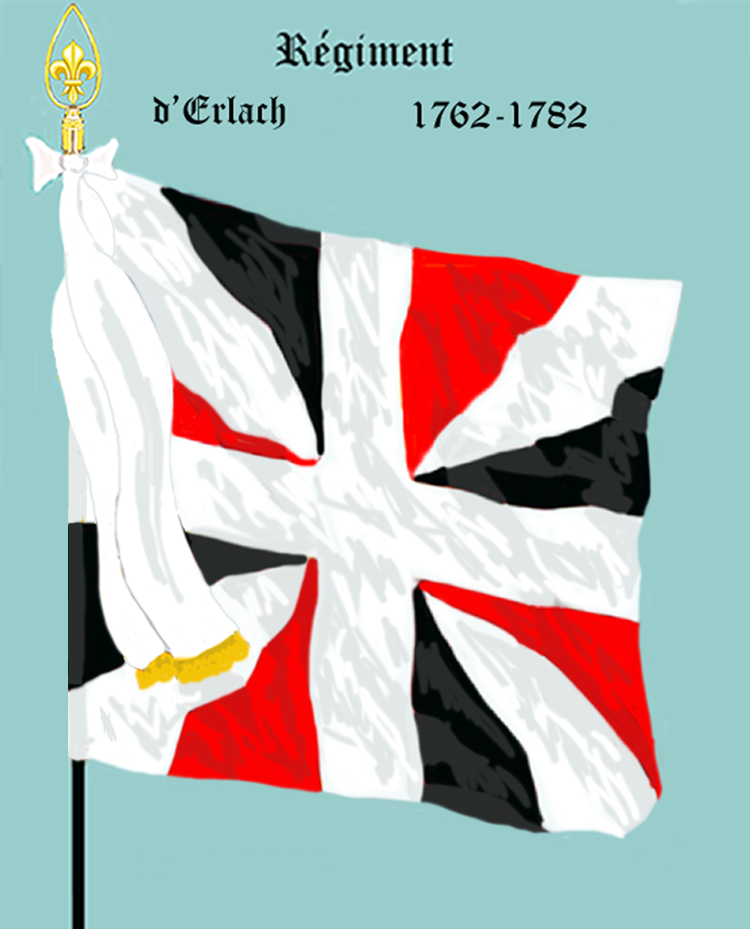

C'est l'ancien régiment de Jenner (1751-1762), qui est renommé « régiment d'Erlach » le 21 février 1762 et qui prend le nom de régiment d'Ernest en 1782.
- Régiment d'Erlach (1762-1782)

- Régiment d'Erlach-Allemand

Ce régiment est levé le 7 décembre 1647 par Jean Louis d'Erlach. Donné en 1648 à Sigismond d'Erlach. Dans le cadre de la guerre franco-espagnole, le régiment rejoint l'armée de Catalogne. Il prend le nom de régiment de Balthazard après avoir été donné le 12 février 1650 à Jean de Balthazard.
- Régiment d'Erlach-Français

Ce régiment est levé le 7 décembre 1647 par Jean Louis d'Erlach pour tenir garnison à Brisach. Affecté à l'armée de Flandre en 1648, il participe à la bataille de Lens la même année. Il prend le nom de régiment de Charlevoix après avoir été donné en 1650 à N. de Charlevoix.
- Régiment d'Ernest également appelé régiment d'Ernst 

C'est l'ancien régiment d'Erlach (1762-1782), qui est renommé « régiment d'Ernest » en 1782 et qui est devenu depuis la Révolution le 63e régiment d'infanterie de ligne.

Régiment d'Ernest (1782-1791)
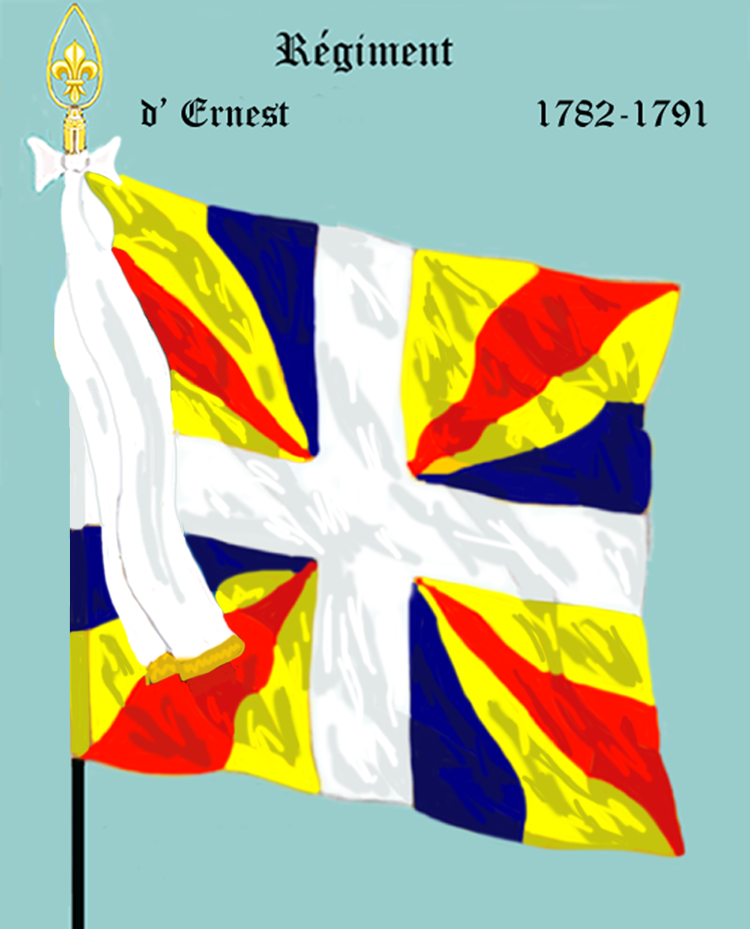

- Régiment d'Escars (1569-1570)

C'est un régiment, levé le 21 janvier 1569, dans le cadre de la troisième guerre de Religion, par François d'Escars. En 1569, il participe à la bataille de Moncontour et est licencié le 8 août 1570 à la paix de Saint-Germain-en-Laye.
- Régiment d'Escars (1747-1749)

C'est l'ancien régiment de Guise (1741-1747), qui est renommé « régiment d'Escars » le 19 septembre 1747 après avoir été donné à Louis Nicolas, marquis de Pérusse d'Escars. Dans le cadre de la guerre de Succession d'Autriche il participe à la défense de Gènes en 1616. Il est incorporé le 10 février 1749, la compagnie des grenadiers dans le régiment des Grenadiers de France et le reste dans le régiment de Cambis. Le « régiment d'Escars » avait trois drapeaux, dont deux rouges avec une traverse verte dans chaque carré. Il portait habit complet gris-blanc, parements rouges, boutons jaunes, six sur la manche, et six sur la poche; chapeau bordé d'or.

Régiment d'Escars (1747-1749)
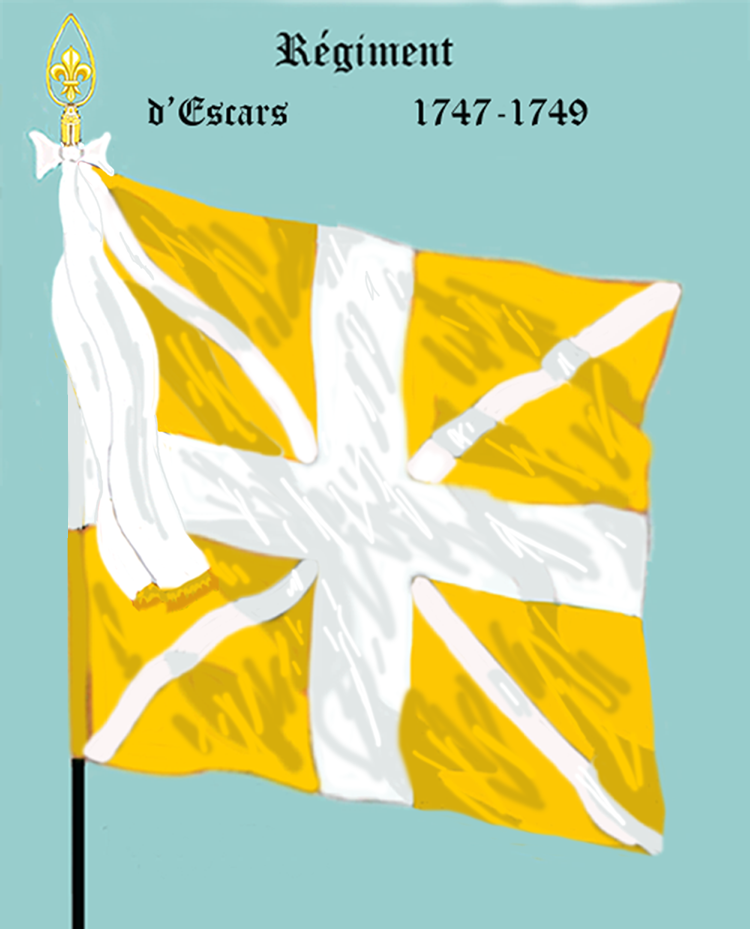

- Régiment d'Escots

Ce régiment est levé le 4 août 1636 par François d'Hôtel, marquis d'Escots dans le cadre de la guerre de Trente Ans. Il participe à la reprise de Corbie et est licencié après la campagne de 1636.
- Régiment d'Esguillon

Le régiment est levé le 3 mars 1622 par N. Bachelier d'Esguillon pour participer à la répression de la première rébellion huguenote. Il est mis en garnison à Clérac puis il est licencié le 14 février 1623 après la paix de Montpellier.
- Régiment d'Esnay

Le régiment est levé le 20 mars 1635 par N. d'Esnay, dans le cadre de la guerre de Trente Ans. Il est envoyé au secours de Mayence puis il est licencié après la campagne.
- Régiment d'Espagny

Ce régiment est levé le 5 juillet 1620 par Réné de Gouffier, marquis d'Espagny dans le cadre des rébellions huguenotes. Il sert cette année là en Picardie et est réformé à la fin de l'année 1621. Rétabli le 3 mars 1622, il est affecté à l'armée de Champagne et est une nouvelle fois réformé le 14 février 1623. De nouveau rétabli le 3 février 1630 il se trouve à l'armée de Picardie et se trouve engagé, durant la guerre franco-espagnole à la bataille des Avins et au siège de Louvain en 1635, à la reprise de Corbie en 1636 avant d'être mis en garnison à Montreuil et Ham. En 1639, il participe au siège d'Hesdin, au siège d'Arras en 1640, aux sièges d'Aire, de La Bassée et de Bapaume en 1641. Il est ensuite mis en garnison dans ces places et donné en 1645 à Maximilien de Gouffier, marquis d'Espagny. Il prend le nom de régiment de Bandeville en janvier 1669

Régiment d'Espagny (1661-1669)
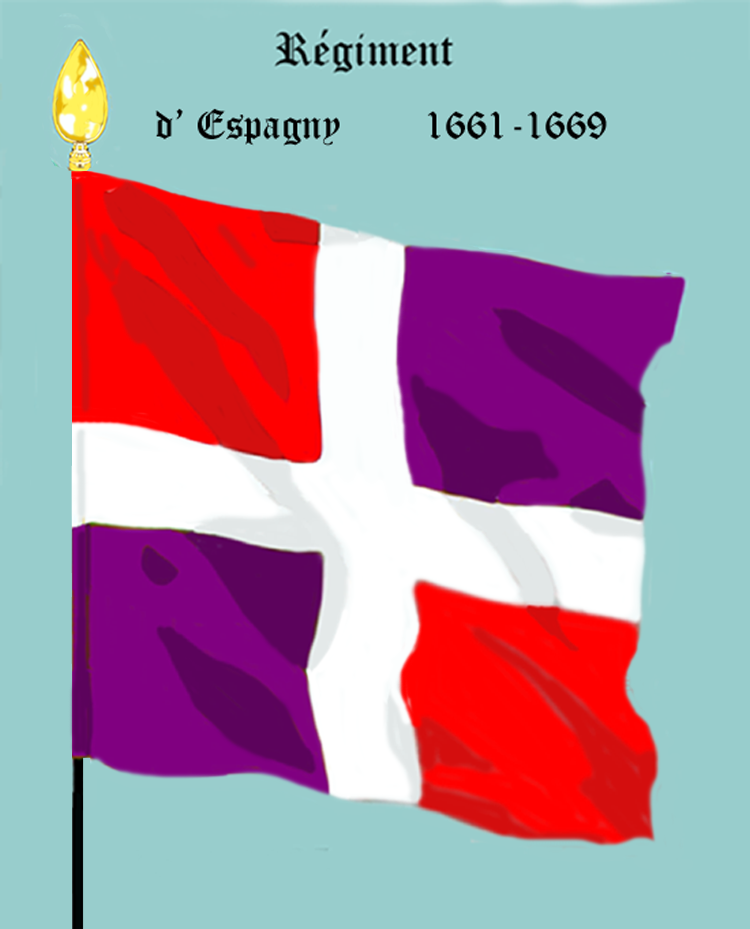

- Régiment d'Espenan

Le régiment est levé le 18 décembre 1636 par Roger de Bossost, comte d'Espenan dans le cadre de la guerre de Trente Ans. Il est affecté à l'armée de Champagne en 1637 à l'armée de Navarre en 1638 avec laquelle il se trouve au combat de la Bidassoa, au siège de Fontarabie puis au siège de Salses en 1639, à la défense de Salses en 1640 à la défense de Tarragone (ca), au siège d'Elne en 1641, aux sièges de Collioure et de Perpignan en 1642 à la bataille de Rocroi et au siège de Thionville en 1643, à la bataille de Fribourg, siège de Philisbourg en 1644. Mis en garnison à Philisbourg, il prend le nom de régiment de La Clavière le 26 mai 1646 à Étienne de Chamborand de Laclavière.
- Régiment d'Esgrigny

C'est l'ancien régiment de Berthelot de Rebourseau, prend le nom de « régiment d'Esgrigny » le 25 décembre 1704 après avoir été donné à Jean-René de Jouenne d'Esgrigny. Engagé dans la guerre de Succession d'Espagne, il participe au siège de Chivasso, et à la bataille de Cassano en 1705, au siège et bataille de Turin en 1706, et à la défense de Toulon en 1707. Il rejoint l'armée de Dauphiné jusqu'en 1709, l'armée de Catalogne en 1710, avec laquelle il se trouve au de Gérone (ca), à l'armée de Dauphiné en 1711, il retourne à l'armée de Catalogne en 1713 et participe au siège de Barcelone en 1714. Le 30 juillet 1715, une partie est incorporée dans le régiment de Bourbonnais et l'autre partie dans le régiment de La Marine, le 29 août 1715 .
- Régiment d'Estaing

C'est l'ancien régiment de Saillant, qui est renommé « régiment d'Estaing » en 1732 et qui prend le nom de régiment de Noailles (1734-1744) en 1734.

Régiment d'Estaing (1732-1743)
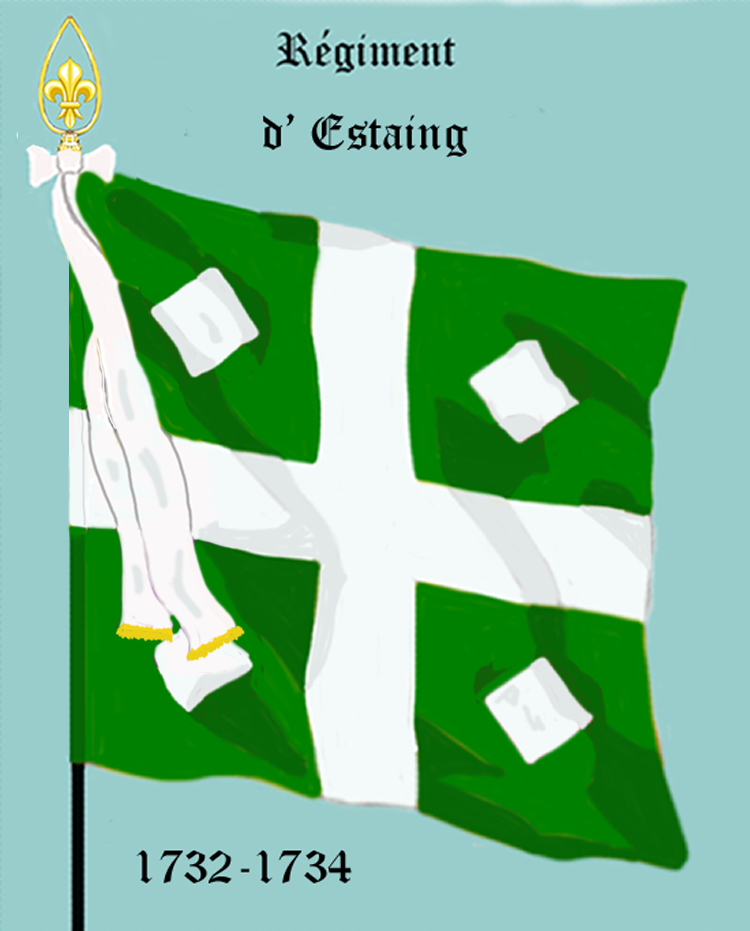

- Régiment d'Estampes

Autre nom du régiment d'Étampes
- Régiment d'Estissac (1615-1621)

Ce régiment est levé le 27 décembre 1615, par Benjamin de La Rochefoucauld, comte d'Estissac. Il sert en Guyenne et est réformé le 6 mai 1616 à la paix de Loudun. Rétabli le 20 février 1619, il est une nouvelle fois réformé le 2 juin 1619. Rétabli de nouveau le 5 juillet 1626 il est à nouveau réformé en novembre 1620 et encore rétabli le 23 mars 1621 dans le cadre des rébellions huguenotes et participe aux sièges de Saint-Jean-d'Angély, de Pons, de Nérac, de Montauban et de Monheurt. Le 20 décembre 1621, il est incorporé par le régiment du Bourg de Lespinasse, mais prend le nom de « régiment d'Estissac » qui deviendra en 1633 le régiment de Marsillac.
- Régiment d'Estissac (1621-1629)

C'est l'ancien régiment de Lauzières, qui est renommé « régiment d'Estissac » en 1621 et qui prend le nom de régiment de Marsillac en 1629.
- Régiment d'Estissac (1651-1661)

Ce régiment est levé le 24 septembre 1651 par Benjamin de La Rochefoucauld, comte d'Estissac. Il se trouve au « siège des tours de la Rochelle ». Donné au fils du mestre de camp en mars 1653, il est affecté à l'armée de Catalogne de 1652 à 1659. Il est licencié le 12 avril 1661.
- Régiment d'Estrades (1640-1648)

C'est l'ancien régiment de Candale (1634-1640), qui prend le nom de « régiment d'Estrades » en 1640 après avoir été donné à Godefroy comte d'Estrades. En 1641, dans le cadre de la guerre franco-espagnole, le régiment participe au siège de Genappe en 1641 puis il rejoint, en 1646, l'armée d'Italie. Il est incorporé le 3 janvier 1648 dans le régiment de La Fare.
- Régiment d'Estrades (1648-1659)

C'est l'ancien régiment de La Fare (1647-1648), qui prend le nom de « régiment d'Estrades » le 1er septembre 1648 après avoir été donné à Godefroy, comte d'Estrades. Il est licencié le 12 décembre 1659.
- Régiment d'Estrades (1649-1658)

C'est l'ancien régiment de Flandre (1646-1649), qui prend le nom de « régiment d'Estrades » en 1649 après avoir été donné à Godefroy, comte d'Estrades. Il est licencié le 12 décembre 1659.
- Régiment d'Estrades (1651-1661)

C'est l'ancien régiment de Raymond, qui est renommé « régiment d'Estrades » en 1651 et qui prend le titre de régiment de Lallier en 1661.
- Régiment d'Estrées (1637-1644)

Le régiment est levé le 20 juin 1637 par Jean, comte d'Estrées, dans le cadre de la guerre de Trente Ans. Il sert en Artois, puis, il est donné en 1644 à Jean d'Estrées, marquis de Tourpes, fils du précédent, et il prend alors le nom de régiment de Tourpes.
- Régiment d'Estrées (1646-1647)

C'est l'ancien régiment de Vervins, qui, après avoir été donné à Jean, comte d'Estrées est renommé « régiment d'Estrées » en 1646. Affecté à l'armée de Picardie, il participe au siège de Courtrai puis est donné en 1647 à Louis de Comminges, marquis de Vervins, qui lui redonne le nom de régiment de Vervins.
- Régiment d'Étampes

C'est l'ancien régiment de Chartres, qui, après avoir été donné à Charles de La Ferté-Imbault marquis d'Étampes est renommé « régiment d'Étampes » le 5 janvier 1724. Il est engagé dans la guerre de Succession de Pologne puis il reprend le nom de régiment de Chartres le 22 février 1737 après avoir été repris par Louis, duc de Chartres.

Régiment d'Étampes (1724-1731)
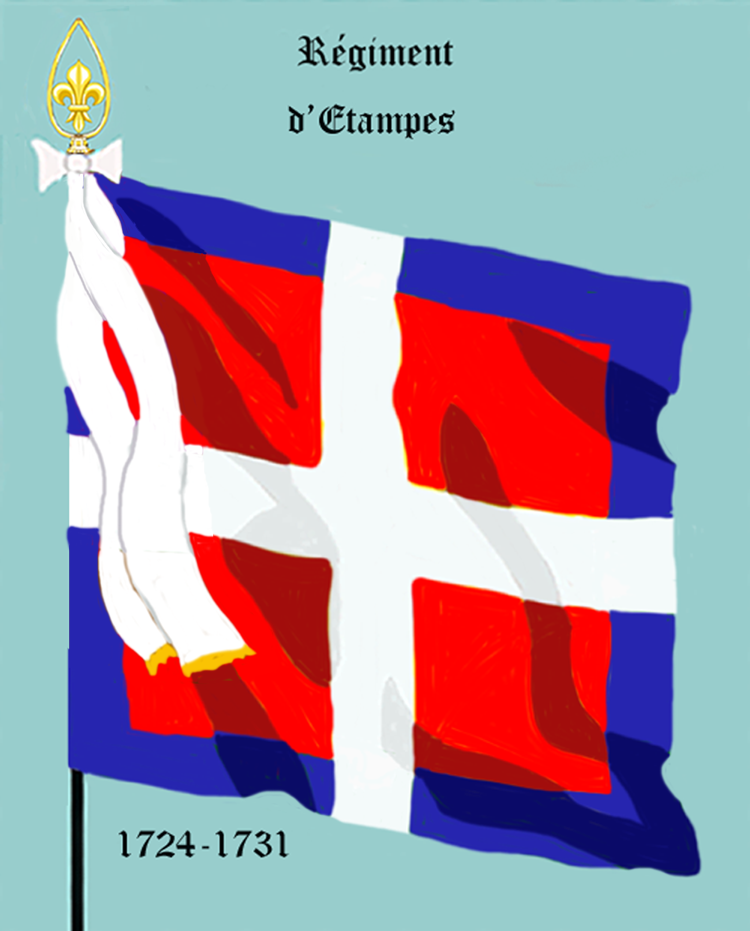

- 1er régiment d'État-Major

C'est un régiment provincial qui est créé par l'ordonnance du 30 janvier 1778. Annexé au corps du Génie, ce régiment est formé des bataillons de Troyes et de Chaumont sous le commandement des colonels, comte d'Hoffelize en 1778, chevalier de Plantade en 1779, marquis de Turmel en 1782, marquis de Champcenetz en 1784, marquis de Valory en 1788. Par ordonnance du 30 janvier 1778, les deux compagnies du régiment forme le régiment des grenadiers royaux de la Champagne.
- 2e régiment d'État-Major

C'est un régiment provincial qui est créé par l'ordonnance du 30 janvier 1778. Annexé au corps du Génie, ce régiment est formé des bataillons de Moulins et de Montluçon sous le commandement des colonels, baron du Mesnil-Durand en 1778, chevalier de Cerval en 1779, marquis d'Anselme en 1784. Par ordonnance du 30 janvier 1778, une compagnie du régiment forme le régiment des grenadiers royaux du Lyonnais.
- 3e régiment d'État-Major

C'est un régiment provincial qui est créé par l'ordonnance du 30 janvier 1778. Annexé au corps du Génie, ce régiment est formé des bataillons de Lille et de Valenciennes sous le commandement des colonels, marquis d'Angosse en 1778, comte de La Grandville en 1780, comte des Escotais en 1783, comte Robert Dillon en 1788.
- 4e régiment d'État-Major

C'est un régiment provincial qui est créé par l'ordonnance du 30 janvier 1778. Annexé au corps du Génie, ce régiment est formé des bataillons de Montbrison et Tarare sous le commandement des colonels, marquis du Penhoët en 1778, marquis du Lau en 1779, comte de Chapt de Rastignac en 1784. Par ordonnance du 30 janvier 1778, une compagnie du régiment forme le régiment des grenadiers royaux du Lyonnais.
- 5e régiment d'État-Major

C'est un régiment provincial qui est créé par l'ordonnance du 30 janvier 1778. Annexé au corps du Génie, ce régiment est formé des bataillons de Privas et d'Anduze sous le commandement des colonels, chevalier de Montchat en 1778, comte de Brancion en 1780, comte de Bryas en 1784. Par ordonnance du 30 janvier 1778, une compagnie du régiment forme le régiment des grenadiers royaux du Languedoc (1778-1789).
- Régiment d'Eu

C'est l'ancien régiment de Maine, qui, après avoir été donné à Louis Charles de Bourbon, comte d'Eu, est renommé « régiment d'Eu » en 1736 et qui prend le titre de régiment de Nivernais le 5 août 1775.

Régiment d'Eu (1736-1775)
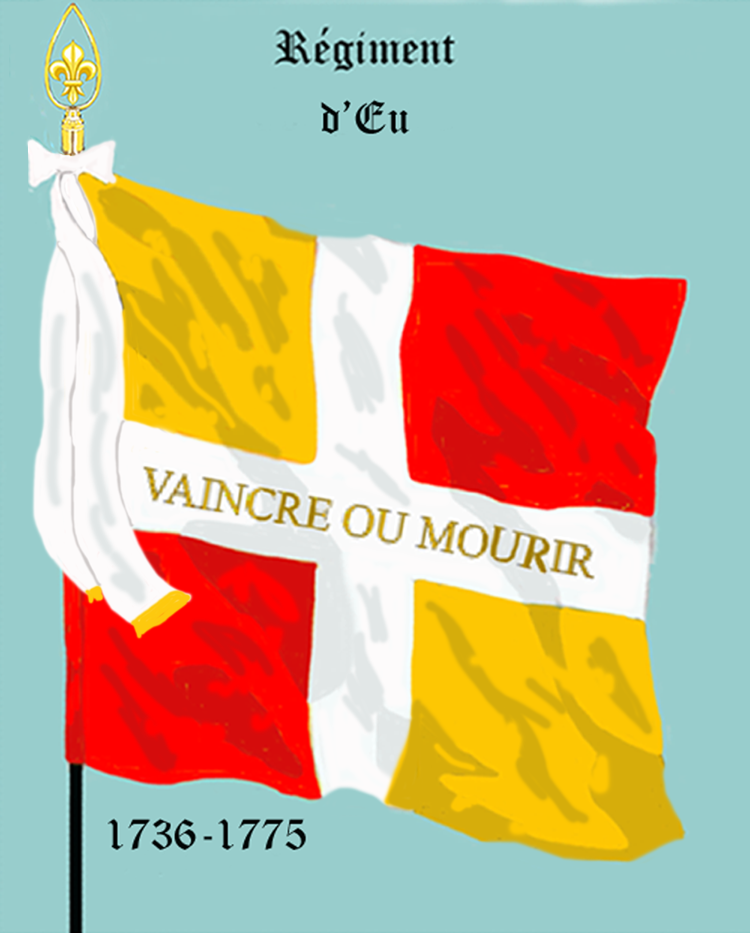

- Régiment d'Evoly 

Ce régiment wallon passe le 1er février 1707 de la solde de l'Espagne à celle de France. Sous le commandement du colonel N. d'Evoly, il est engagé dans la guerre de Succession d'Espagne et sert dans l'armée de Flandre. Il prend le nom de régiment de Bacher après avoir été donné en 1709 à N. de Bacher.